# Michal Semanský
Michal Semanský (* asi 1975) je český trojnásobný sériový vrah odsouzený v roce 2012 za vraždy tří seniorů k doživotnímu trestu odnětí svobody.

## Vraždy

### První vražda
Jeho první obětí se stal Semanského 72letý strýc. Semanský za ním 30. září 2009 přijel na kole ze Dvora Králové do obce Sudkov (na kole tedy ujel 130 kilometrů). Jeho cílem bylo od svého strýce získat finanční prostředky pro sebe a svou partnerku. U svého strýce si přitom půjčoval již předtím, tentokrát mu však strýc odmítl vyhovět s tím, že mu Semanský stále nesplatil jeho předchozí půjčky. Strýce poté napadl a uškrtil. Z domu mu odcizil 90 tisíc korun, kterými své (a partnerčiny) závazky splatil. Před svým odchodem z domu jej zapálil, kvůli čemuž kriminalisté neodhalili skutečnost, že v domě došlo k vraždě. Semanský poté odjel vozem Taxi domů (cesta jej vyšla na více než 2 tisíce korun).

### Druhá vražda
Druhou obětí Semanského se stal dne 20. února 2011 jeho sedmašedesáliletý příbuzný. Toho uškrtil poté, co začal mít obavu z toho, že nahlásí krádeže alkoholu a další trestné činy spáchané Semanským policistům. V jeho domě, nacházejícím se v Lípě nad Orlicí (kde od roku 2010 bydlel také Semanský), poté tělo nejdříve schoval v posteli a druhý den jej vhodil do studny.

### Třetí vražda
Svou třetí oběť zavraždil 18. ledna 2012. Stalo se tak při loupežném přepadení v Týništi nad Orlicí, při kterém mu čtyřiasedmdesátiletá seniorka vydala necelých 8 tisíc korun. Semanský ji ale zavřel do skříně, kde se postupně za několik hodin udusila. K této seniorce se přitom vloupal již 21. prosince 2011, přičemž tehdy odcizil necelých 10 tisíc korun.
Týden po spáchání třetí vraždy byl dopaden. S policí poté spolupracoval a postupně se přiznal ke všem vraždám. Uvedl však, že u ani jedné z obětí nebylo jeho úmyslem ji zabít.

### Soudní proces
V listopadu 2012 byl Krajským soudem v Hradci Králové odsouzen k doživotnímu trestu odnětí svobody. Proti rozsudku se odvolal, v lednu 2013 rozsudek ovšem potvrdil Vrchní soud v Praze.